# لیگ دسته اول فوتبال جمهوری آذربایجان
لیگ دسته اول فوتبال جمهوری آذربایجان (ترکی آذربایجانی: Azərbaycan Birinci Divizionu) دومین لیگ معتبر فوتبال در کشور جمهوری آذربایجان است که در سال ۱۹۹۲ بنیان‌گذاری شده و زیر نظر فدراسیون فوتبال جمهوری آذربایجان برگزار میشود.